# اگر درختی بیفتد: داستانی از جبهه آزادی‌بخش زمین
اگر درختی بیفتد: داستانی از جبهه آزادی‌بخش زمین (انگلیسی: If a Tree Falls: A Story of the Earth Liberation Front) فیلمی در ژانر مستند است که در سال ۲۰۱۱ منتشر شد.